# Cipier

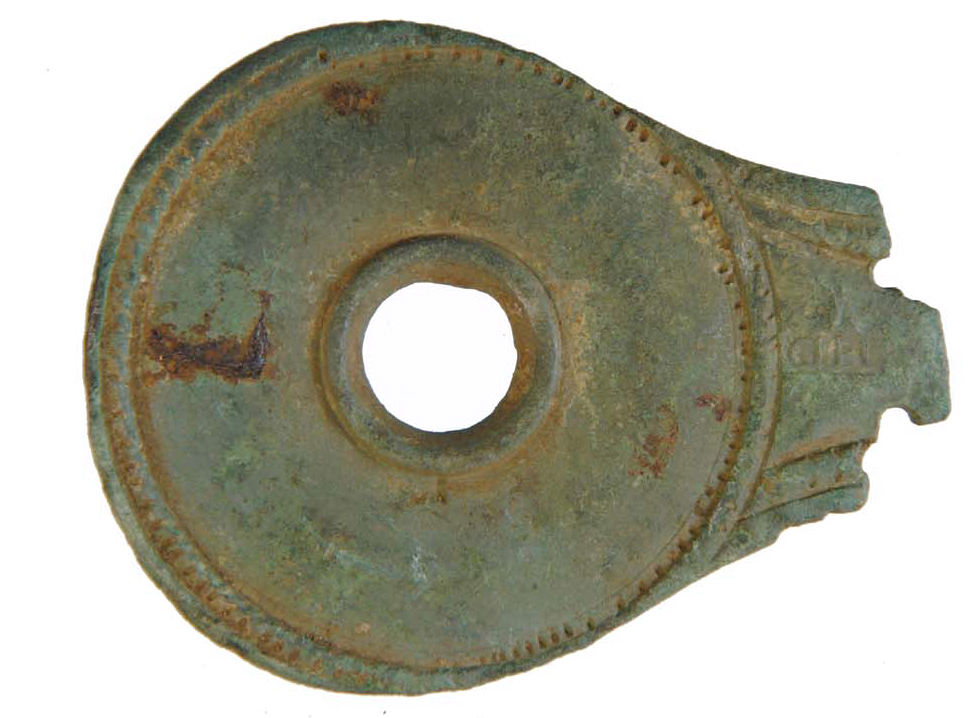
Endstück eines Griffs einer Kasserolle mit der Signatur CIPI, möglicherweise ein Stück aus der Werkstatt des bedeutendsten Cipiers Publius Cipius Polybius, North Lincolnshire Museum (160614)

Die Cipier (lateinisch Cipii, gens Cipia) waren ein antikes römisches Geschlecht (gens) mit dem Gentilnamen Cipius (weibliche Form: Cipia). Ihre Angehörigen lebten vor allem in Capua und dessen kampanischem Umland, wo sie als Metallbildner mehrere toreutische Unternehmen betrieben, aber auch in Rom und Ostia.

## Angehörige
- Cipius (Toreut)
- Cipius Am(…)
- Cipius Au(…)
- Gnaeus Cipius Hilarius
- Lucius Cipius Tantalus
- Publius Cipius Hymnus
- Publius Cipius Isocrysus
- Publius Cipius Nicomachus
- Publius Cipius Pamphilius
- Publius Cipius Polybius
- Publius Cipius Princeps
- Publius Cipius Saturinus